# 大戰龍虎十劍士
大戰龍虎十劍士是漫畫「諸葛四郎」系列裡的一篇作品。

## 劇情簡介
某日一群盜賊突然擄走了四郎的戀人沈少玉，之後四郎得知他們是聚集在劍峰山、由龍頭俠和虎頭俠率領的賊團。
過沒多久四郎的妹妹諸葛玉真也遭綁走，而四郎將要面臨的；是一群各身懷不同絕技的十名敵手‧‧‧。

## 登場人物

### 我方人物
白髮老翁
「龍虎十劍士」的首領「龍頭俠」的師父。
對於徒弟龍頭俠做出的惡行感到失望，之後將武技龍風掌絕學傳授給四郎。
黑鬍和尚
「龍虎十劍士」的副首領「虎頭俠」的師兄。
被虎頭俠欺騙說為了要對付惡人、而將真空斬授予他，之後對被虎頭俠欺騙他一事感到失望而將真空斬另教導於真平。

### 敵方人物

#### 龍虎十劍士
龍頭俠
匪幫「龍虎十劍士」的首腦，面持龍頭狀面具。
真實身份為韋國左相的兒子，身懷能以手掌發出掌風衝擊的武林絕學「龍風掌」。
使用兵器武技：雙劍、鏢、武林絕學「龍風掌」
虎頭俠
匪幫「龍虎十劍士」的副首領，面持虎頭狀面具。
故事中間為了提升自身武力，跑去向先前一同習武的師兄學習能以刀劍在空氣中劃出一道斬擊波的招式「真空斬」。
使用兵器武技：雙劍、迷魂沙、武林絕學「真空斬」
黑豹劍士
頭戴覆面的龍虎十劍士之一，為最早登場的劍士。
使用兵器武技：刀、迷魂沙、鞭身帶著細微麻痺毒針的鞭子
幻術妖婆
外表雖為老婦但能使用各種暗器或幻術來戲弄對手。
使用兵器武技：棍杖、迷魂沙、扔撒毒蛇、將長繩變換成巨蛇
牛角劍士
頭戴雙角形狀戰盔的角色。一開始前往衛國想綁架公主作為己方的籌碼，但反落入四郎設下的陷阱。
使用兵器武技：刀、十字鏢、附鍊球的鐵棍
魔眼大法師
能以眼睛發出催眠波、或晃動手上的兵器作出催眠幻覺來昏迷對手。
使用兵器武技：菱形狀劍頭的長劍、勾頭狀的催眠短棍、催眠昏迷術
鬼面劍士
表面身份為諸葛四郎友邦桂國裡的一名副將，實為隸屬龍虎十劍士摩下的內奸，面戴鬼面隱藏身份。
使用兵器武技：刀、迷魂沙、鏢
鐵鎚秦車
使用巨鎚作為兵器的十劍士之一。
使用兵器武技：長棍圓頭狀巨鎚
毒針怪人
以毒針暗襲四郎一行人的角色。
使用兵器武技：刀、毒針吹箭
鐵鍊女俠文青霞
親人為「大破山嶽城」故事裡被四郎殺害的角色，為了復仇在一開始以無惡意的身份接近四郎，之後伺機尋找暗算他的機會。
使用兵器武技：鐵鍊鏢、鐵鍊飛鎚

#### 其它敵方人物
黑豹劍士之兄
十劍士之一黑豹劍士的大哥，為了報黑豹劍士被殺之仇前來向四郎報復，擅長連擲飛鏢。
韋國左相
輔佐韋國君王的左相，為「龍虎十劍士」首腦龍頭俠的父親，暗地慫恿龍頭俠在其它國家製造擾亂。

## 其它
作者葉宏甲事後對於在劇情中讓四郎與真平分別習得絕技「龍風掌」與「真空斬」一事感到後悔，因這樣限制了之後足以成為四郎真平敵手的強度設定。